# العلاقات الزيمبابوية المصرية
العلاقات الزيمبابوية المصرية هي العلاقات الثنائية التي تجمع بين زيمبابوي ومصر.

## مقارنة بين البلدين
هذه مقارنة عامة ومرجعية للدولتين:
| وجه المقارنة                                              | زيمبابوي | مصر           |
| --------------------------------------------------------- | --- | ------------- |
| المساحة (كم2)                                             | 390.76 ألف | 1.01 مليون    |
| عدد السكان (نسمة)                                         | 16.53 مليون | 94.80 مليون   |
| الكثافة السكانية (ن./كم²)                                 | 42.3 | 93.86         |
| العاصمة                                                   | هراري | القاهرة       |
| اللغة الرسمية                                             | لغة إنجليزية، اللغة الشونا، النديبيلية الشمالية ‏، لغة الشيشيوا، Barwe ‏، Kalanga language ‏، Tshwa language ‏، النداو ‏، اللغة التسونجا، لغة الإشارة الزيمبابوية ‏، اللغة السوتية، تونغا ‏، اللغة التسوانية، اللغة الفيندية، اللغة الكوسية | اللغة العربية |
| العملة                                                    | دولار أمريكي | جنيه مصري     |
| الناتج المحلي الإجمالي (بليون دولار)                      | 17.85 مليار | 235.37 مليار  |
| الناتج المحلي الإجمالي (تعادل القوة الشرائية) بليون دولار | 27.88 مليار | 998.67 مليار  |
| الناتج المحلي الإجمالي الاسمي للفرد دولار أمريكي          | 924 | 3.61 ألف      |
| الناتج المحلي الإجمالي للفرد دولار أمريكي                 | 1.79 ألف |               |
| مؤشر التنمية البشرية                                      | 0.509 | 0.690         |
| رمز المكالمات الدولي                                      | +263 | +20           |
| رمز الإنترنت                                              | .zw | .eg، .مصر     |
| المنطقة الزمنية                                           | ت ع م+02:00 | ت ع م+02:00   |

## منظمات دولية مشتركة
يشترك البلدان في عضوية مجموعة من المنظمات الدولية، منها:
| علم المنظمة | اسم المنظمة                                                | تاريخ انضمام زيمبابوي | تاريخ انضمام مصر |
| ----------- | ---------------------------------------------------------- | --------------------- | ---------------- |
|             | مؤسسة التنمية الدولية                                      | 29 سبتمبر 1980        | 26 أكتوبر 1960   |
|             | الأمم المتحدة                                              | 25 أغسطس 1980         | 24 أكتوبر 1945   |
|             | منظمة التجارة العالمية                                     | ?                     | 30 يونيو 1995    |
|             | الاتحاد الأفريقي                                           | ?                     | 9 يوليو 2002     |
|             | العملية المشتركة للاتحاد الأفريقي والأمم المتحدة في دارفور | ?                     | 31 يوليو 2007    |
|             | منظمة الشرطة الجنائية الدولية                              | ?                     | 7 سبتمبر 1923    |
|             | المركز الدولي لتسوية المنازعات الاستشارية                  | 19 يونيو 1994         | 2 يونيو 1972     |
|             | الاتحاد الدولي للاتصالات                                   | 10 فبراير 1981        | 9 ديسمبر 1876    |
|             | الفريق المعني برصد الأرض                                   | ?                     | فبراير 2005      |
|             | البنك الدولي للإنشاء والتعمير                              | 29 سبتمبر 1980        | 27 ديسمبر 1945   |
|             | الاتحاد البريدي العالمي                                    | ?                     | ?                |
|             | مؤسسة التمويل الدولية                                      | 29 سبتمبر 1980        | 20 يوليو 1956    |
|             | البنك الإفريقي للتنمية                                     | ?                     | 10 سبتمبر 1964   |
|             | وكالة ضمان الاستثمار متعدد الأطراف                         | 10 أبريل 1992         | 12 أبريل 1988    |
|             | يونسكو                                                     | 22 سبتمبر 1980        | 22 يناير 1947    |

## وصلات خارجية
- موقع وزارة الخارجية الزيمبابوية
- موقع وزارة الخارجية المصرية